# Rebelião Satsuma
A Rebelião Satsuma (西南戦争, Seinan Sensō (Guerra do Sudoeste)) foi uma revolta de samurais descontentes contra o novo governo imperial do Império do Japão, nove anos após o início da era Meiji. Seu nome vem do Domínio de Satsuma, que teve um papel influente na Restauração e se tornou o lar de samurais desempregados após as reformas militares tornarem seu status obsoleto. A rebelião durou de 29 de janeiro até 24 de setembro de 1877, quando foi esmagada de forma decisiva, e seu líder, Saigō Takamori, foi baleado e mortalmente ferido.
A rebelião de Saigō foi a última e a mais séria de uma série de levantes armados contra o novo governo do Japão, o estado predecessor do Estado japonês moderno. O conflito foi extremamente caro para o governo, forçando-o a realizar diversas reformas monetárias, incluindo o abandono do padrão-ouro. A guerra marcou o fim da classe samurai e inaugurou um novo modelo de guerra moderna, lutada por soldados recrutados em vez de nobres militares. Além disso, foi a última guerra civil travada no Japão.

## Precedentes

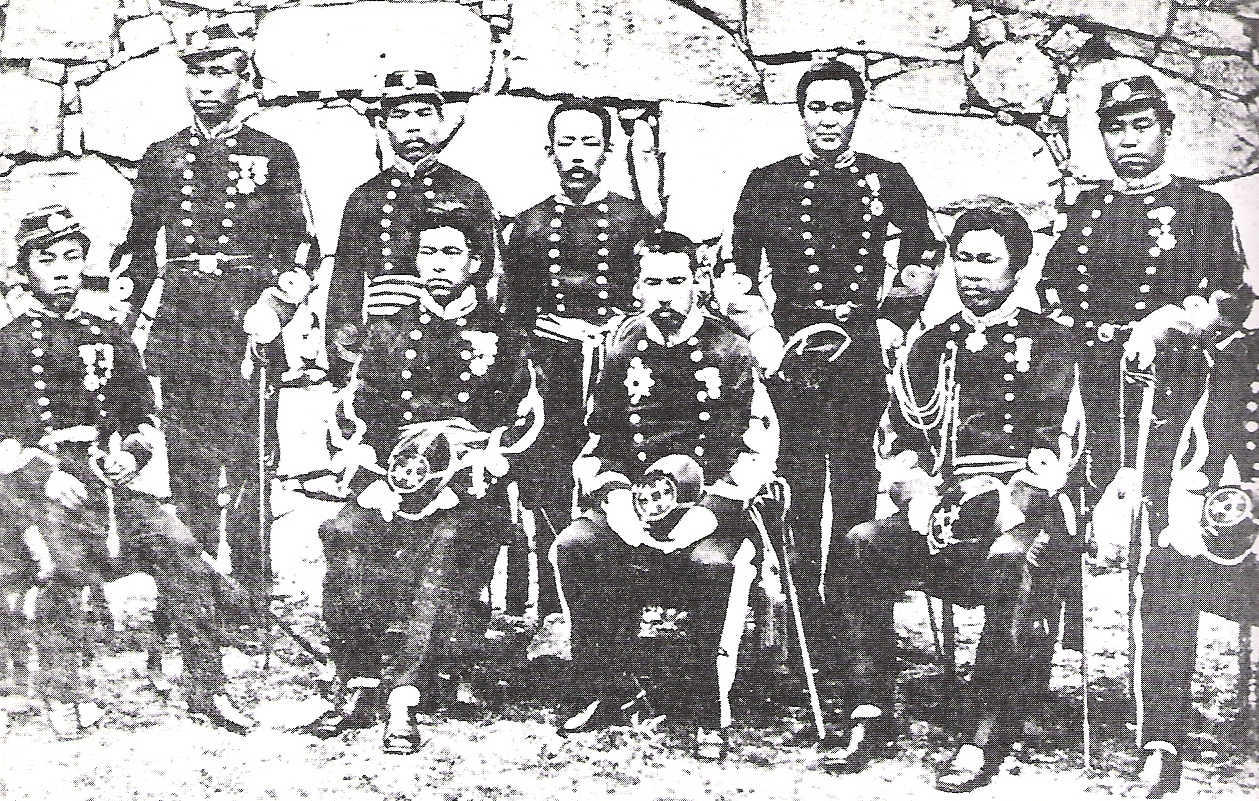
Oficias do Exército Imperial Japonês da guarnição Kumamoto, que resistiram o cerco de Saigō Takamori, 1877

Embora o Domínio de Satsuma tivesse sido instrumental na restauração Meiji e na guerra Boshin, e embora vários homens de Satsuma houvessem atingido posições influentes no novo governo Meiji, uma insatisfação crescente existia com a direção que o país estava tomando. A modernização do país significava a abolição do status social privilegiado da classe samurai, e havia afetado sua posição financeira. As mudanças rápidas e significativas na cultura japonesa, nas vestes e na sociedade parecia a muitos samurais uma traição da porção jōi (攘夷, “Expelir os Bárbaros”) da justificação Sonnō jōi usada para derrubar o shogunato Tokugawa.
Saigō Takamori, um dos principais líderes Satsuma no governo Meiji que havia inicialmente apoiado as reformas, estava preocupado principalmente com o aumento da corrupção política (o slogan de seu movimento rebelde era "新政厚徳", "Novo governo, Alta moral"). Saigō era um forte proponente da guerra com a Coreia no debate Seikanron de 1873. A certa altura, propôs visitar a Coreia pessoalmente e provocar uma casus belli em comportando-se de maneira tão insultuosa que os coreanos seriam forçados a matá-lo. Uma guerra iria não apenas propiciar o fortalecimento das forças armadas japonesas, mas restauraria aos samurai sua raison d'etre ("razão de ser"). Quando o plano foi rejeitado, Saigō pediu demissão de todas as suas posições governamentais em protesto e retornou para sua cidade natal de Kagoshima, ato copiado por vários outros ex-samurais de Satsuma na polícia e forças armadas.
Para ajudar na manutenção e emprego destes homens Saigō estabeleceu em 1874 uma academia particular em Kagoshima. Logo estabeleceram-se 132 ramos desta academia por todo o departamento. O “treinamento” propiciado não era apenas acadêmico: embora ensinassem-se os clássicos chineses, todos os estudantes tinham que participar em treinamento no uso de armas e instrução em tática militar. Dava-se ênfase às tradições do bushido. Saigō também iniciou uma escola de artilharia. As escolas pareciam mais do que qualquer coisa organizações políticas paramilitares, e elas contavam com o apoio do governo de Satsuma, que apontava samurai descontentes para cargos políticos, onde passaram a dominar o governo de Kagoshima. O apoio a Saigō era tão forte que Satsuma separou-se efetivamente do governo central no final de 1876.

## Prelúdio

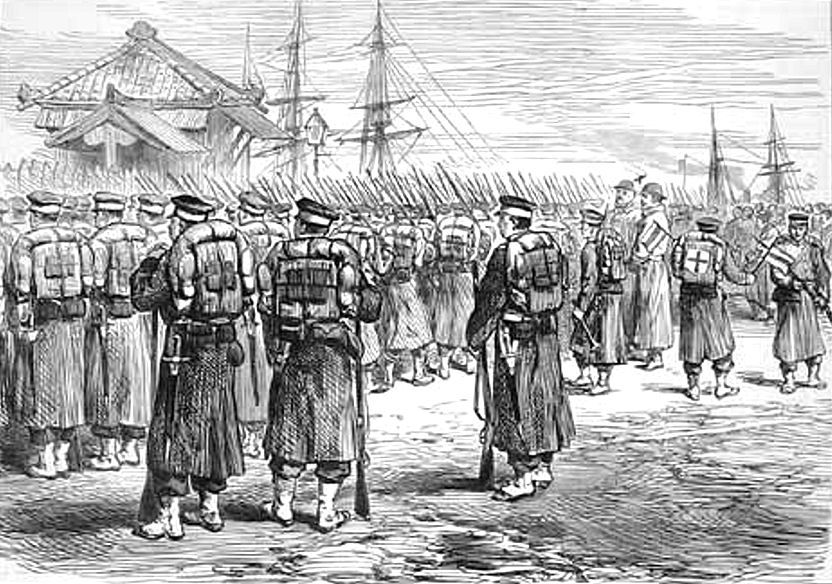
Tropas imperiais embarcando em Yokohama para lutar a Rebelião Satsuma em 1877.

Notícias sobre as academias de Saigō foram recebidas com preocupação considerável em Tóquio. O governo havia apenas acabado de lidar com várias pequenas mas violentas revoltas de samurai em Kyūshū, e o prospeto de samurai Satsuma numerosos e agressivos, sendo comandados em batalha pelo popular e famoso Saigō era alarmante.
Em dezembro de 1876, o governo Meiji mandou um oficial da polícia chamado Nakahara Hisao e outros 57 homens para investigar as indicações de atividades subversivas. Estes homens foram capturados e confessaram sob tortura que eram espiões que haviam sido mandados para assassinar Saigō. Embora Nakahara tenha posteriormente repudiado esta confissão, ela era tida como verdadeira em Satsuma e foi usada como justificativa pelos samurai de que uma rebelião era necessária para “proteger Saigō”.
Temendo uma rebelião, o governo Meiji mandou um navio de guerra a Kagoshima para remover as armas acumuladas no arsenal de Kagoshima a 30 de janeiro de 1877. Ironicamente, isto provocou um conflito aberto, embora as tensões já estivessem extremamente altas com a eliminação dos impostos do arroz dos samurai em 1877. Chocados pela tática do governo, 50 estudantes da academia de Saigō atacaram o arsenal Somuta e levaram as armas embora. Ao longo dos próximos três dias, mais de mil estudantes atacaram as docas navais e outros arsenais.

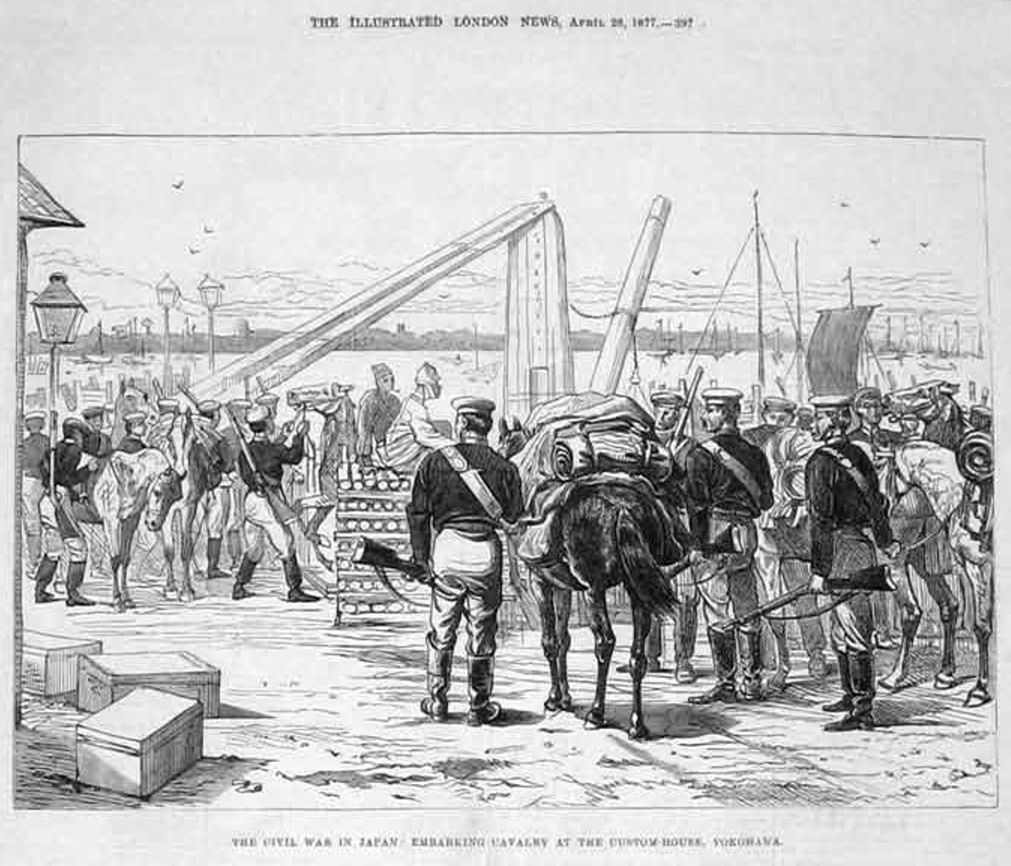
Cavalaria imperial embarcando em Yokohama para lutar a Rebelião Satsuma em 1877.

Em vista deste fait accompli ("fato consumado"), o grandemente desapontado Saigō foi relutantemente persuadido a abandonar sua semi-aposentadoria e liderar a rebelião contra o governo central.
Em fevereiro de 1877, o governo Meiji mandou Hayashi Tomoyuki, um oficial do Ministério do Interior com o Almirante Kawamura Sumiyoshi no navio de guerra Takao para analisar a situação. O governador de Satsuma, Oyama Tsunayoshi, explicou que o levante era em resposta à tentativa do governo de assassinar Saigō, e pediu que o Almirante Kawamura (primo de Saigō) viesse em terra para ajudar a acalmar a situação. Após a saída de Oyama, a flotilha de navios pequenos com vários homens armados tentaram abordar o Takao à força, mas foram repelidos. No dia seguinte, Hayashi declarou a Oyama que ele não podia permitir que Kawamura fosse à terra enquanto a situação estivesse tão incerta, e o ataque ao Takao constituía um caso de lese-majestade. Ao retornar a Kobe a 12 de fevereiro, Hayashi encontrou-se com o General Yamagata Aritomo e Ito Hirobumi, e decidiu-se que o Exército Imperial Japonês teria que ser mandado à Kagoshima para evitar que a revolta se espalha-se para outras áreas do país simpatizantes de Saigō. No mesmo dia, Saigō reuniu-se com seus tenentes Kirino Toshiaki e Shinohara Kunimoto e anunciou sua intenção de marchar até Tóquio para fazer perguntas ao governo. Rejeitando um grande número de voluntários, ele não tentou contactar nenhum outro domínio para suporte, e nenhuma tropa foi deixada em Kagoshima para proteger sua base contra um ataque. Para adicionar um ar de legalidade Saigō vestiu seu uniforme do exército. Marchando para o norte seu exército foi obstruído pela maior nevasca em Satsuma em mais de 50 anos.

## A guerra do sudoeste

### Cerco ao Castelo Kumamoto

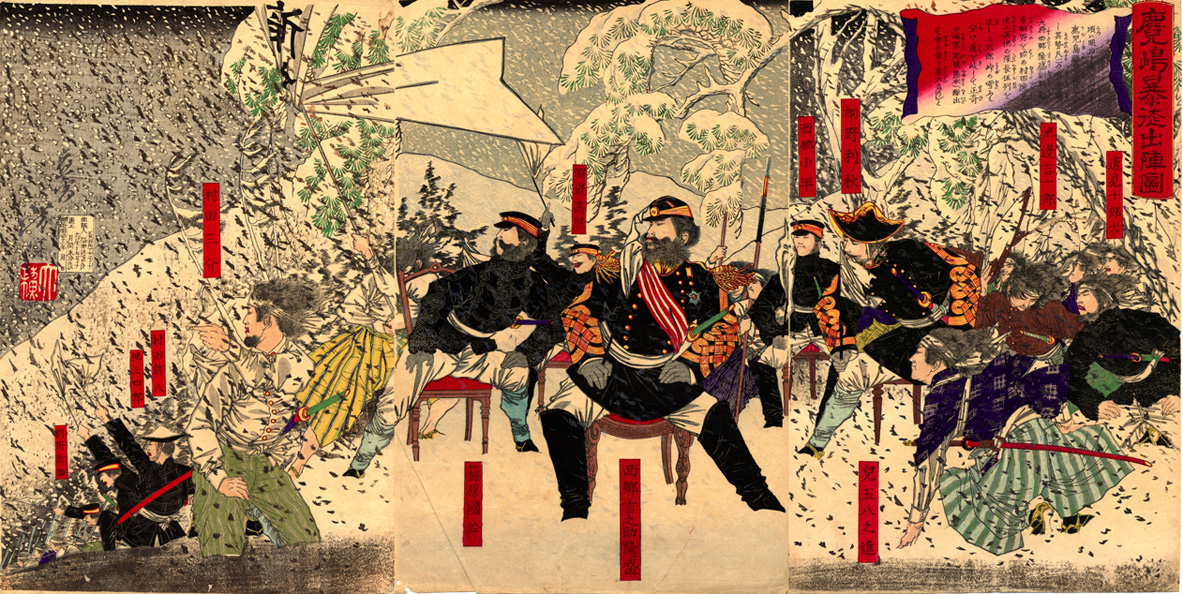
Ukiyoe por Yoshitoshi

A vanguarda Satsuma entrou no Departamento Kumamoto a 14 de fevereiro de 1877. O Comandante do castelo Kumamoto, o Major General Tani Tateki tinha 3 800 soldados e 600 policiais à sua disposição. Entretanto a maior parte de sua guarnição vinha de Kyūshū, e porque vários dos oficiais eram de Kagoshima, suas lealdades eram questionáveis. Ao invés de arriscar deserções Tani decidiu ficar na defensiva.
Em 19 de fevereiro os primeiros tiros da guerra foram disparados quando os defensores do castelo Kumamoto abriram fogo contra unidades Satsuma tentando forçar sua entrada no castelo. O castelo Kumamoto, construído em 1598, estava entre os mais fortes do Japão. Saigō estava confiante que suas forças seriam um oponente mais do que à altura contra os conscritos camponeses de Tani, que estava, além disso, com a moral baixa devido à recente Rebelião Shimpuren.
Em 22 de fevereiro o exército principal de Satsuma chegou e atacou o castelo Kumamoto num movimento em pinça. A luta estendeu-se pela noite. As forças imperiais recuaram e o Major Nogi Maresuke do décimo-quarto regimento Kokura perdeu as cores regimentais em batalha acirrada. Entretanto, apesar dos sucessos, o exército Satsuma não conseguiu tomar o castelo e começou a dar-se conta de que o exército conscrito não era tão ineficaz quanto inicialmente assumido. Após dois dias de ataques infrutíferos, as forças Satsuma cavaram o solo congelado ao redor do castelo e tentaram fazer com que a guarnição passasse fome num prolongado cerco. A situação era especialmente delicada para os defensores devido ao fato de que seus estoques de comida e munição haviam sido destruídos por um incêndio logo antes do início da rebelião.
Durante o cerco, muitos ex-samurai Kumamoto agruparam-se sobre a bandeira de Saigō, aumentando suas forças para aproximadamente 20 mil homens. Neste interim, Em 9 de março Saigō, Kirino e Shinohara perderam suas posições e títulos na corte apesar de Saigō continuamente dizer que não era um “traidor” mas que apenas queria livrar o Imperador Meiji da influência prejudicial de conselheiros corruptos e incapazes.
Na noite de 8 de abril, uma força do castelo Kumamoto montou um grupo de assalto, forçando a abertura das linhas Satsuma e permitindo que os suprimentos desesperadamente necessários chegassem à guarnição. O Exército Imperial principal, sob o General Kuroda Kiyotaka com a assistência do General Yamakawa Hiroshi chegaram a Kumamoto a 12 de abril, fazendo com que as forças Satsuma, agora em absoluta minoria, fugissem.

### Batalha de Tabaruzaka

Batalha de Tabaruzaka: Tropas imperiais a esquerda e rebeldes samurais a direita.

Em 4 de março o General Yamagata do Exército Imperial foi ordenado que atacasse diretamente as forças inimigas em Tabaruzaka, que guardavam a entrada a Kumamoto, que resultou em uma batalha de oito dias. Tabaruzaka foi detido por mais de 15 mil samurais de Satsuma, Kumamoto e Hitoyoshi contra a 9.ª Brigada de Infantaria (com 90 mil homens).
No auge da batalha, Saigō escreveu uma carta ao Príncipe Arisugawa, falando mais uma vez sobre suas intenções de ir a Tóquio. Na sua carta ele dizia que não estava comprometido com a rebelião e queria um fim pacifico. Mas o governo se recusava a negociar.
Para poder isolar Saigō de sua base, uma frota de três navios imperiais, 500 policiais e várias companhias de infantaria que desembarcaram em Kagoshima em 8 de março tomaram controle do arsenal de Satsuma e prenderam seu governador.
Yamagata também lançou um destacamento com duas brigadas de infantaria e 1,2 mil policias atrás das linhas inimigas para atacar o inimigo pela retaguarda na baía de Yatsushiro. As tropas imperiais saíram com poucas baixas dessa incursão e então prosseguiram avançando até Miyanohara em 19 de março. Depois de receber reforços, as forças imperiais, agora totalizando 4 mil homens, atacaram mais uma vez pela retaguarda do exercito de Satsuma, forçando-os a recuar.
Tabaruzaka foi uma das campanhas mais intensas da guerra. As forças imperiais saíram vitoriosas mas pesadas baixas foram sofridas por ambos os beligerantes, com perdas estimadas em mais de 4 mil mortos ou feridos para cada lado.

### Retirada de Kumamoto
Depois de fracassar em tomar Kumamoto, Saigō levou seus homens a uma marcha de sete dias até Hitoyoshi. A moral estava baixa e sem nenhuma estratégia planejada, as forças de Satsuma esperavam a próxima ofensiva do exército imperial. Contudo, as forças imperiais também estavam cansadas e as ofensivas foram suspensas até a chegada de reforços. Quando a ofensiva recomeçou, Saigō retrocedeu até Miyazaki, deixando vários samurais para trás nas montanhas a fim de conduzir ataques de guerilla. Em 24 de julho, o Exército Imperial forçou Saigō a se retirar de Miyakonojō e depois tomou Nobeoka. Tropas imperiais desembarcaram em Ōita e em Saiki flanqueando o exército de Saigō pelo norte. Contudo as forças de Satsuma conseguiram furar o bloqueio e escapar. Em 17 de agosto, o exército de Satsuma fora reduzido a 3 mil combatentes e havia perdido boa parte de suas armas de fogo e artilharia.
Os rebeldes sobreviventes recuaram até os montes de Enodake e logo se renderam. Determinado a não deixar os rebeldes escaparem, Yamagata enviou um grande exército que superava as forças de Satsuma em 7 para 1. As forças remanescentes de Saigō se renderam, e outros cometeram seppuku (suicídio samurai). Contudo, Saigō queimou seus papéis e uniforme do exército em 19 de agosto e fugiu para Kagoshima com alguns poucos soldados restantes que ainda lhe eram leais. Apesar das tentativas de Yamagata nos dias seguintes, Saigō e seus últimos 500 homens chegaram a Kagoshima em 1 de setembro e logo atacariam Shiroyama diretamente.

### Batalha de Shiroyama

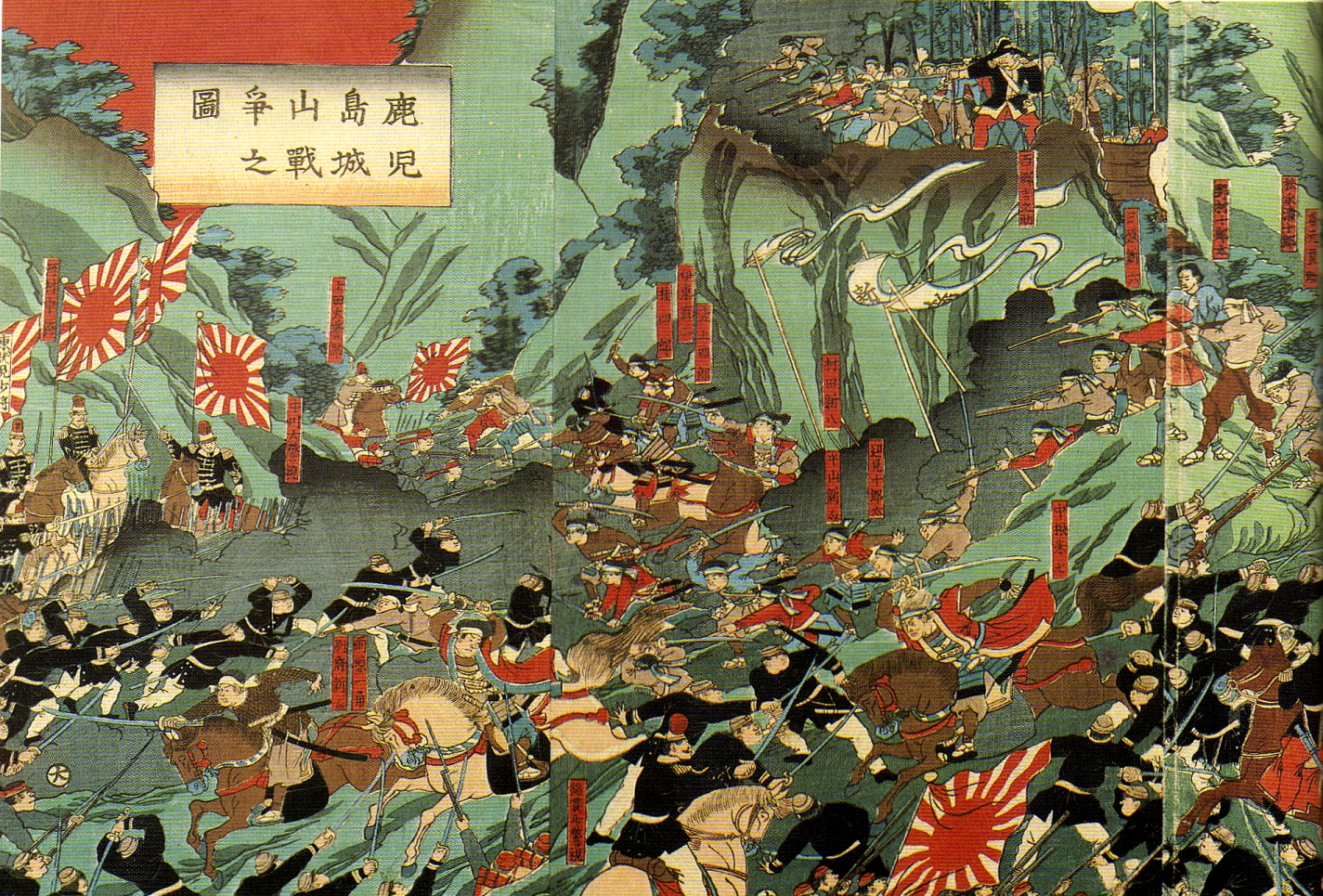
Batalha de Shiroyama

Saigō e seus samurais remanescentes foram forçados a recuar até Kagoshima onde o último confronto, a Batalha de Shiroyama, seria travado contra as Forças Imperiais sob o comando do General Yamagata Aritomo e dos fuzileiros do Almirante Kawamura Sumiyoshi, sobrepujando assim as forças de Saigō em 60 para 1. Contudo, Yamagata estava determinado a não dar chances ao adversário. As tropas imperiais passaram dias construindo trincheiras e fortificações para evitar uma fuga. Cinco navios de guerra de Kagoshima também chegaram para aumentar o poder de fogo de Yamagata e então começou a bombardear as posições inimigas.

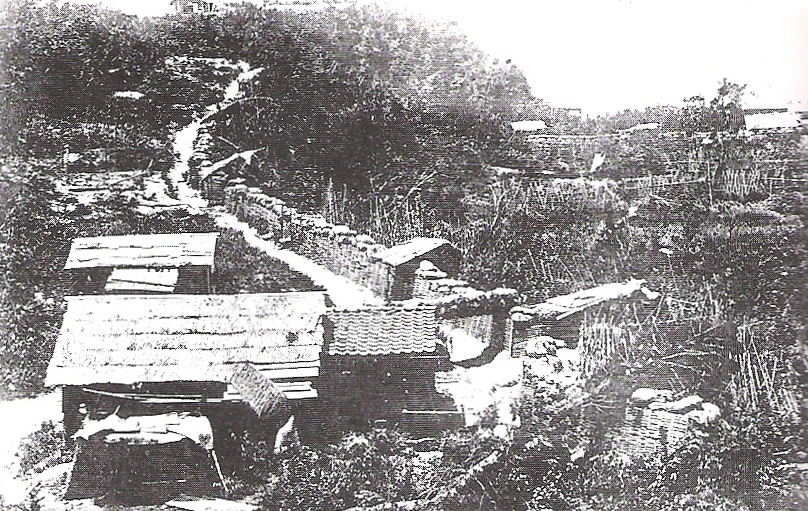
Fortificações do Exército Imperial Japonês nos arredores de Shiroyama, foto de 1877.

Depois que Saigō rejeitou a oferta de rendição, Yamagata ordenou um ataque maciço as posições inimigas em 24 de setembro de 1877. No dia seguinte apenas 40 rebeldes ainda viviam. Saigō estava mortalmente ferido. A lenda diz que um dos seus mais leais seguidores, Beppu Shinsuke agiu como kaishakunin e o ajudou a cometer o seppuku antes que ele fosse capturado. Contudo, provas negam isso dizendo que Saigō morreu efetivamente devido a um ferimento de bala no peito; depois a sua cabeça foi cortada por Beppu, a fim de preservar a sua dignidade. Depois da morte de Saigō, Beppu e seus últimos samurais pegaram em armas e avançaram sobre as bem fortificadas posições imperiais em um ataque visivelmente suicida. Depois dessas mortes, a rebelião Satsuma finalmente chegava a um fim.

## Consequências

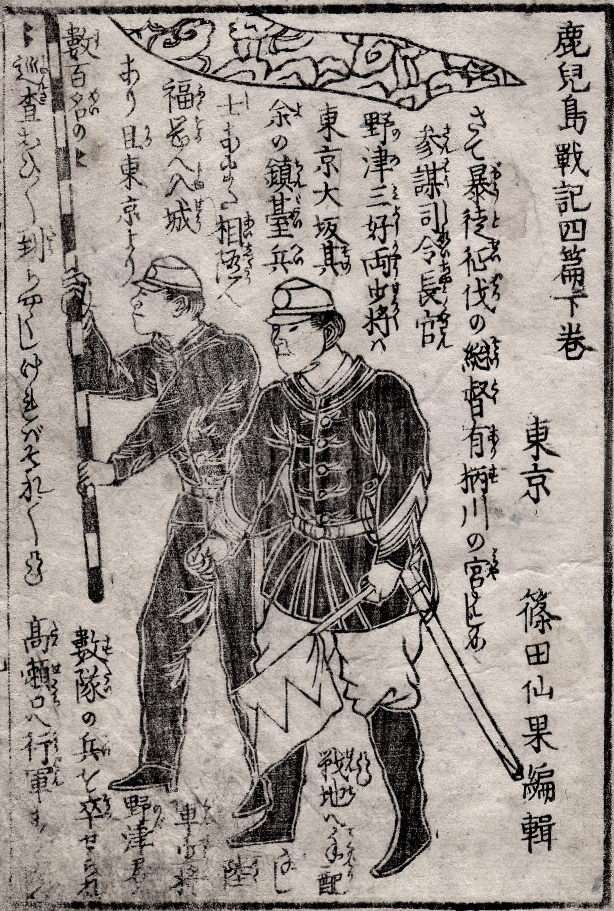
Soldados do Exército Imperial Japonês durante a Rebelião Satsuma.

Financeiramente, esmagar a Rebelião Satsuma foi extremamente custoso para o governo. A rebelião também marcou o fim da classe Samurai e o surgimento do novo Exército Imperial Japonês formado de conscritos independente da classe social, o que provou ser muito eficiente. Saigō Takamori foi rotulado como um herói trágico pelo povo e, em 22 de fevereiro de 1889, o Imperador Meiji perdoou Saigō postumamente.